# Тринити (Флорида)
Тринити (енгл. Trinity) насељено је место без административног статуса у америчкој савезној држави Флорида.

## Демографија
По попису из 2010. године број становника је 10.907, што је 6.628 (154,9%) становника више него 2000. године.
| Група             | 2000.         | 2010.         |
| Белци             | 4.014 (93,8%) | 9.687 (88,8%) |
| Афроамериканци    | 42 (1,0%)     | 164 (1,5%)    |
| Азијати           | 73 (1,7%)     | 314 (2,9%)    |
| Хиспаноамериканци | 121 (2,8%)    | 604 (5,5%)    |
| Укупно            | 4.279         | 10.907        |